# Majestoso
Le Majestoso est le nom donné au derby entre le São Paulo FC et les Corinthians. C'est le classique impliquant le plus grand nombre de fans, avec environ 50 millions de fans.

## Confrontations sportives

### Liste de rencontres en Serie A
Le tableau suivant recense les Majestoso disputés au sein du championnat brésilien depuis sa mise en place en 1971. Ce tableau ne prend pas en compte le derby du 7 septembre 2005 (victoire 3-2 de São Paulo), rejoué le 28 octobre suivant à la suite du scandale des matchs truqués. Considéré comme le plus grand classique au Brésil.
| # | Date              | Équipe à domicile | Équipe à l'extérieur | Score | Buts (domicile)                                                | Buts (extérieur)                                             |
| - | ----------------- | ----------------- | -------------------- | ----- | -------------------------------------------------------------- | ------------------------------------------------------------ |
|   | 17 octobre 1971   | São Paulo         | Corinthians          | 2–0   | Teodoro (70), Everaldo (74)                                    |                                                              |
|   | 21 novembre 1971  | São Paulo         | Corinthians          | 1–0   | Toninho Guerreiro (41)                                         |                                                              |
|   | 4 décembre 1971   | Corinthians       | São Paulo            | 0–0   |                                                                |                                                              |
|   | 18 octobre 1972   | São Paulo         | Corinthians          | 3–1   | Paulo (46), Terto (76, 84)                                     | Rivelino (53)                                                |
|   | 9 septembre 1973  | Corinthians       | São Paulo            | 1–0   | Marco Antonio Visgo (42)                                       |                                                              |
|   | 2 décembre 1973   | Corinthians       | São Paulo            | 0–0   |                                                                |                                                              |
|   | 9 juin 1974       | São Paulo         | Corinthians          | 1–1   | Zé Carlos (51)                                                 | Washington (90)                                              |
|   | 19 octobre 1975   | São Paulo         | Corinthians          | 0–1   |                                                                | Adilson (87)                                                 |
|   | 4 décembre 1977   | Corinthians       | São Paulo            | 2–0   | Geraldão (5), Romeu (90)                                       |                                                              |
|   | 14 février 1985   | São Paulo         | Corinthians          | 0–2   |                                                                | João Paulo (14), Serginho Chulapa (34)                       |
|   | 27 mars 1985      | Corinthians       | São Paulo            | 1–2   | João Paulo (78)                                                | Müller (40), Oscar (90)                                      |
|   | 4 octobre 1987    | São Paulo         | Corinthians          | 0–0   |                                                                |                                                              |
|   | 4 septembre 1988  | Corinthians       | São Paulo            | 0–1   |                                                                | Renatinho (89)                                               |
|   | 24 septembre 1989 | Corinthians       | São Paulo            | 2–1   | Neto (26), João Paulo (90)                                     | Bobô (90)                                                    |
|   | 23 septembre 1990 | São Paulo         | Corinthians          | 1–1   | Mário Tilico (73)                                              | Neto (77)                                                    |
|   | 13 décembre 1990  | São Paulo         | Corinthians          | 0–1   |                                                                | Wilson Mano (49)                                             |
|   | 16 décembre 1990  | Corinthians       | São Paulo            | 1–0   | Tupãzinho (54)                                                 |                                                              |
|   | 7 avril 1991      | Corinthians       | São Paulo            | 1–1   | Wilson Mano (14)                                               | Macedo (44)                                                  |
|   | 25 mars 1992      | São Paulo         | Corinthians          | 0–0   |                                                                |                                                              |
|   | 12 septembre 1993 | São Paulo         | Corinthians          | 1–1   | Matosas (89)                                                   | Elias (84)                                                   |
|   | 16 octobre 1993   | Corinthians       | São Paulo            | 1–0   | Simão (26)                                                     |                                                              |
|   | 23 novembre 1994  | Corinthians       | São Paulo            | 1–2   | Pinga (65)                                                     | Cafu (32), Sierra (68)                                       |
|   | 29 octobre 1995   | Corinthians       | São Paulo            | 1–0   | Clóvis Cruz (52)                                               |                                                              |
|   | 20 octobre 1996   | São Paulo         | Corinthians          | 0–0   |                                                                |                                                              |
|   | 31 août 1997      | Corinthians       | São Paulo            | 0–1   |                                                                | Dodô (58)                                                    |
|   | 24 octobre 1998   | São Paulo         | Corinthians          | 1–2   | França (72)                                                    | Didi (20), Edílson (87)                                      |
|   | 29 août 1999      | Corinthians       | São Paulo            | 1–0   | Ricardinho (58)                                                |                                                              |
|   | 28 novembre 1999  | São Paulo         | Corinthians          | 2–3   | Raí (29), Edmílson (40)                                        | Nenê (23), Ricardinho (31), Marcelinho Carioca (53)          |
|   | 5 décembre 1999   | Corinthians       | São Paulo            | 2–1   | Ricardinho (44), Edílson (72)                                  | Vágner (70)                                                  |
|   | 12 novembre 2000  | São Paulo         | Corinthians          | 0–0   |                                                                |                                                              |
|   | 3 novembre 2001   | São Paulo         | Corinthians          | 1–1   | Kaká (60)                                                      | Deivid (86)                                                  |
|   | 29 septembre 2002 | São Paulo         | Corinthians          | 2–2   | Reinaldo (70, 80)                                              | Gil (57, 89)                                                 |
|   | 15 juin 2003      | Corinthians       | São Paulo            | 1–2   | Anderson (26)                                                  | Fábio Simplício (36), Jean (59)                              |
|   | 12 octobre 2003   | São Paulo         | Corinthians          | 3–0   | Diego Tardelli (76), Carlos Alberto (87), Fábio Simplício (90) |                                                              |
|   | 30 mars 2004      | São Paulo         | Corinthians          | 1–1   | Fábio Simplício (26)                                           | Renato (32)                                                  |
|   | 19 septembre 2004 | Corinthians       | São Paulo            | 0–0   |                                                                |                                                              |
|   | 8 mars 2005       | Corinthians       | São Paulo            | 1–5   | Carlos Alberto (88)                                            | Rogério Ceni (3), Luizão (13, 47), Danilo (16), Cicinho (73) |
|   | 24 octobre 2005   | São Paulo         | Corinthians          | 1–1   | Amoroso (51)                                                   | Carlos Alberto (41)                                          |
|   | 7 mars 2006       | Corinthians       | São Paulo            | 1–3   | Nilmar (21)                                                    | Souza (39), Alex Dias (69), Lenílson (73)                    |
|   | 10 September 2006 | São Paulo         | Corinthians          | 0–0   |                                                                |                                                              |
|   | 14 juillet 2007   | Corinthians       | São Paulo            | 1–1   | Zelão (92)                                                     | Dagoberto (82)                                               |
|   | 7 octobre 2007    | São Paulo         | Corinthians          | 0–1   |                                                                | Betão (85)                                                   |
|   | 21 juin 2009      | Corinthians       | São Paulo            | 3–1   | Chicão (12), Jucilei (27), Cristian (37)                       | Richarlyson (35)                                             |
|   | 27 septembre 2009 | São Paulo         | Corinthians          | 1–1   | Washington (24)                                                | Ronaldo (20)                                                 |
|   | 22 août 2010      | Corinthians       | São Paulo            | 3–0   | Elias (21, 44), Jucilei (70)                                   |                                                              |
|   | 7 novembre 2010   | São Paulo         | Corinthians          | 0–2   |                                                                | Elias (39), Dentinho (84)                                    |
|   | 26 juin 2011      | Corinthians       | São Paulo            | 5–0   | Danilo (46), Liédson (53, 60, 79), Jorge Henrique (81)         |                                                              |
|   | 21 septembre 2011 | São Paulo         | Corinthians          | 0–0   |                                                                |                                                              |
|   | 26 août 2012      | Corinthians       | São Paulo            | 1–2   | Emerson Sheik (5)                                              | Luís Fabiano (23, 61)                                        |
|   | 2 décembre 2012   | São Paulo         | Corinthians          |       |                                                                |                                                              |

## En football féminin
Les deux sections féminines disputent également le derby. En Paulistão, Corinthians domine le SPFC en finale des éditions 2019, 2021 et 2023.
Le 22 septembre 2024, les sections féminines des deux clubs s'affrontent en finale du championnat. Lors du match retour, le record d'affluence du championnat est battu avec 44 136 spectateurs. Les Corinthians dominent facilement São Paulo (3-1, 2-0). Les deux équipes se retrouvent quelques mois plus tard en finale de supercoupe et le SPFC prend sa revanche en battant Corinthians aux tirs au but (0-0, 4-3).